# رون هايز
رون هايز (بالإنجليزية: Ron Hayes)‏ (و. 1929 – 2004 م) هو ممثل، وممثل تلفزيوني من الولايات المتحدة الأمريكية . ولد في سان فرانسيسكو .
توفي في ماليبو، كاليفورنيا .

## التعليم
تعلم في جامعة ستانفورد.

## روابط خارجية
- رون هايز على موقع IMDb (الإنجليزية)
- رون هايز على موقع أول موفي (الإنجليزية)
- رون هايز على موقع إن إن دي بي (الإنجليزية)
- رون هايز على موقع قاعدة بيانات الفيلم (الإنجليزية)